# Cimahi (Campaka)
De kelurahan Cimahi is een bestuurlijke eenheid in het regentschap Purwakarta in de provincie West-Java, Indonesië. Het telt 4562 inwoners (volkstelling 2010).